# Communauté de communes de la Vallée de la Bourbre
Pour les articles homonymes, voir CCVB.
La communauté de communes de la Vallée de la Bourbre était une communauté de communes française, située dans le département de l'Isère et la région Rhône-Alpes.
La communauté de communes fusionne avec la Communauté de communes La Chaîne des Tisserands et la commune de Saint-Ondras au 1er janvier 2014 pour former la "nouvelle" Communauté de communes Bourbre-Tisserands.

## Composition
La communauté de communes regroupait 6 communes :
| Nom            | Code Insee | Gentilé       | Superficie (km2) | Population (dernière pop. légale) | Densité (hab./km2) |
| -------------- | ---------- | ------------- | ---------------- | --------------------------------- | ------------------ |
| Virieu (siège) | 38560      | Viriaquois    | 11,38            | 1 110 (2014)                      | 98                 |
| Blandin        | 38047      | Blandinois    | 4,26             | 137 (2014)                        | 32                 |
| Chassignieu    | 38089      | Chassignards  | 5,17             | 215 (2014)                        | 42                 |
| Chélieu        | 38098      | Cheliaquois   | 10,13            | 676 (2014)                        | 67                 |
| Panissage      | 38293      | Panissageois  | 4,88             | 441 (2014)                        | 90                 |
| Valencogne     | 38520      | Valencognards | 7,55             | 646 (2014)                        | 86                 |

## Historique
La communauté de communes fusionne avec la Communauté de communes de la Vallée de la Bourbre et la commune de Saint-Ondras au 1er janvier 2014 pour former la "nouvelle" Communauté de communes Bourbre-Tisserands

### Sources
- Le SPLAF
- La base ASPIC